# 야마다 유
야마다 유(山田 優, 1984년 7월 5일 ~)는 일본의 배우이자 가수, 패션 모델이다. 잡지 《캔캠》의 모델로 알려져 있다. 2012년 3월 14일, 배우 오구리 슌과 결혼했다. 가수 크리스탈 케이와 같은 모델 김영아와 절친한 사이이다.

## 출연

### 드라마
- 2001년 《카바치타레!》
- 2001년 《소년탐정 김전일》
- 2003년 《사랑하기 위해 사랑받고 싶어》
- 2004년 《오렌지 데이즈》
- 2005년 《기분이 안 좋은 진》
- 2005년 《꿈에서 만나요》
- 2007년 《화려한 일족》
- 2008년 《노다메 칸타빌레 인 유럽》
- 2008년 《가난남자 본비맨》
- 2008년 《정의의 아군》
- 2009년 《메이의 집사》
- 2009년 《임협 헬퍼》

### 영화
- 2006년 《아키하바라@딥》
- 2007년 《불고기》
- 2009년 《칸나씨 대성공입니다!》
- 2009년 《노다메 칸타빌레 최종악장 전편/후편》

### 애니메이션
- 2005년 《파라다이스 키스》